# Думница (приток Полтвы)
Думница (укр. Думниця) — река во Львовском и Золочевском районах Львовской области, Украина. Левый приток реки Полтва (бассейн Вислы).
Длина реки 52 км, площадь бассейна 203 км². Долина преимущественно трапециевидная. Пойма шириной до 1 км. Русло на значительном протяжении канализированное шириной от 0,5-1 метров в верховье до 8 метров в низовьях. Глубина до 1,7 м. Уклон реки 1,6 м/км.
Берёт начало западнее села Копанка среди лесистых холмов Расточья. Течёт на юго-восток и восток в пределах Надбужанской котловины. Впадает в Полтву в селе Безброды. На реке расположен посёлок городского типа Куликов.
Наибольший приток — Капеловка (правый).
От истоков до среднего течения Думница носит ещё одно название — Ременовка.